# Gheorghe Bădițoiu-Ciuciu
Gheorghe Bădițoiu-Ciuciu (n. 16 aprilie 1875, Brașov - d. în sec. al XX-lea) a fost un deputat în Marea Adunare Națională de la Alba Iulia, organismul legislativ reprezentativ al „tuturor românilor din Transilvania, Banat și Țara Ungurească”, cel care a adoptat hotărârea privind Unirea Transilvaniei cu România, la 1 decembrie 1918.:p. 21

## Biografie
```
Gheorghe Bădițoiu-Ciuciu s-a născut în 
Brașov
 la data de 
16 aprilie
 
1875
. A fost comerciant.
[
1
]
:p. 22
```

## Activitatea politică

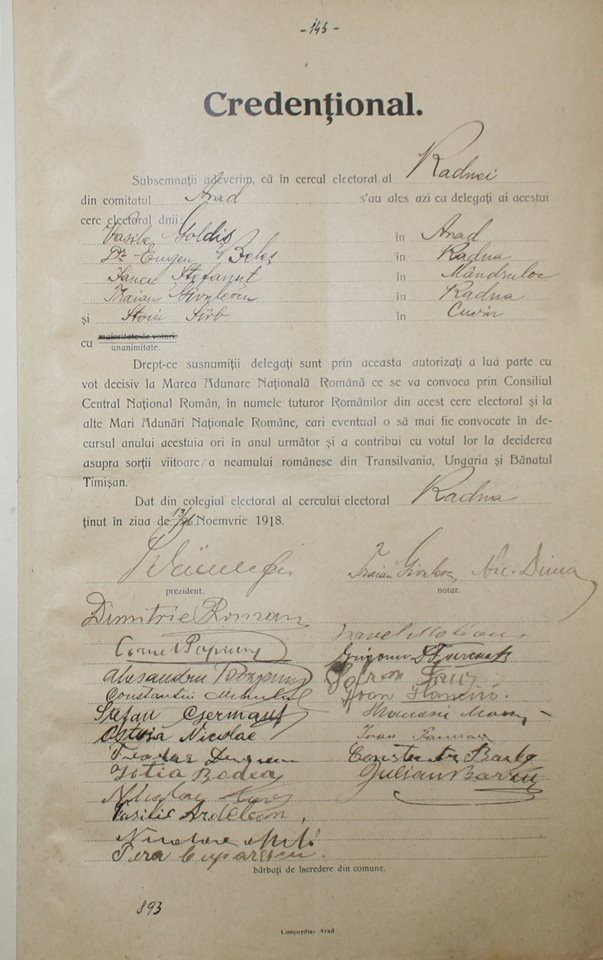
Credențional

A participat la Marea Adunare Națională de la Alba Iulia din 1 decembrie 1918 în calitate de delegat al Bisericii „Sf. Treime” din Brașov-Tocile.:p. 22